# Enkel für Fortgeschrittene
Enkel für Fortgeschrittene ist eine deutsche Filmkomödie von Wolfgang Groos aus dem Jahr 2023. Der Film ist eine Fortsetzung der im Jahr 2020 veröffentlichten Produktion Enkel für Anfänger mit Maren Kroymann, Heiner Lauterbach und Barbara Sukowa in den Hauptrollen.

## Handlung
Karin kehrt nach einem Jahr als Granny-Au-pair in Neuseeland nach Essen zurück. Zuhause angekommen, muss sie feststellen, dass Ehemann Harald sich während ihrer Abwesenheit von ihrer alleinstehenden Nachbarin Sigrid umsorgen lassen hat, die inzwischen auch einen eigenen Schlüssel für das gemeinsame Haus besitzt und ständig zugegen ist. Als Karin eine Affäre wittert, zieht sie nach einem Tobsuchtsanfall von zu Hause aus und nistet sich bei ihrem Freund Gerhard ein. Dieser liegt seit Kurzem mit seinem Zeitungsboten Aydin im Clinch, nachdem der Zusteller die von Gerhard abonnierte Tageszeitung wiederholt nur mit Verspätung geliefert hat. Schwägerin Philippa lebt inzwischen bei ihrer hochschwangeren Tochter Annika und deren Familie. Als Annika kurz vor der Geburt zur Bettruhe gezwungen ist, droht ihrem Schülerladen mangels Mutterschaftsvertretung die Schließung. Karin, die auf Suche nach einer Beschäftigung ist, überredet Philippa schließlich dazu, gemeinsam für Annika einzuspringen.
Die jungen Teenager in Annikas Hort reagieren zunächst mit Argwohn auf die unkonventionellen Methoden der beiden Best Ager, lassen sich jedoch schnell für allerlei Aktionen begeistern. Als Gerhard, dessen Pflegeenkel Viktor ebenfalls den Schülerladen besucht, bei einem Besuch auf Aydin, den Onkel der ebenfalls in der Einrichtung betreuten Yasmin, trifft, beschließt er – um bei Aydin Eindruck zu schinden – Karin und Philippa ebenfalls zu unterstützen. Karin, die zwischen Gerhard und Aydin Anziehung wittert, sieht ihre Chance gekommen, die beiden zu verkuppeln, und inszeniert mit Hilfe von Viktor und Yasmin Versuche, die beiden Streithähne einander näher zu bringen. Sie selbst kann sich nicht dazu durchringen, Harald zu verzeihen, und lässt ihn nach einer gescheiterten Aussprache von einem Schlüsseldienst kurzerhand von zu Hause aussperren. Althippie Philippa muss derweil erkennen, dass Tochter Annika noch immer damit hadert, dass Philippa nie die Mutter gewesen ist, die Annika sich gewünscht hat.
Als die Schüler nach einer Übernachtung im Schülerladen erkranken, sieht sich das Gesundheitsamt gezwungen, die Betreuung bis zur Klärung der Umstände zu schließen. Obwohl Philippa keine Schuld trifft, sieht Annika einmal mehr die Verantwortungslosigkeit ihrer Mutter bestätigt. Bei einem Streit erleidet Philippa daraufhin einen Schlaganfall und verstirbt unerwartet nur wenige Tage später. Als Karin und Harald auf Philippas Beisetzung aufeinandertreffen, muss sie einsehen, dass sie ihn zu Unrecht beschuldigt hat, und die beiden verzeihen einander. Auch Gerhard und Aydin, die hinter Karins gut gemeinte Inszenierung gekommen sind und sich daraufhin verkracht hatten, finden nach einer Aussprache wieder zueinander. Karin, die mit Hilfe von Hortkind Noah inzwischen nachweisen konnte, dass verunreinigte Wasserleitungen die Ursache für die Erkrankung der Kinder waren, kann Harald davon überzeugen, den Schülerladen übergangsweise in ihr Zuhause umziehen zu lassen.

## Hintergrund
Die Dreharbeiten zu Enkel für Fortgeschrittene fanden an 36 Drehtagen zwischen 26. April und 15. Juni 2022 in Nordrhein-Westfalen statt. Als Spiel- und Hauptdrehort fungierte erneut Essen, wo das Team unter anderem im Stadtgarten, dem Alfried-Krupp-Krankenhaus im Stadtteil Steele sowie auf der Margarethenhöhe filmte. Als Schülerladen diente ein Café in der Annastraße im Stadtteil Rüttenscheid, das eigens für die Produktion drei Monate geschlossen blieb. Weitere Aufnahmen entstanden in Köln und Umgebung, darunter der Flughafen Köln/Bonn sowie der Hauptfriedhof in Neuss.
Für die Produktion zeigten sich erneut Jakob Claussen und Ulrike Putz von der Claussen+Putz Filmproduktion verantwortlich. Als Koproduzenten traten Kalle Fritz und Sandrine Mattes von STUDIOCANAL Film sowie Christoph Pellander von der ARD Degeto in Erscheinung. Die Redaktion in Ersten übernahmen Claudia Grässel und Sebastian Lückel. Der Deutsche Filmförderfonds förderte das Projekt mit 912.000 Euro. Weitere Produktionsförderung erhielt Enkel für Fortgeschrittene durch die Filmförderungsanstalt (500.000 Euro), den FilmFernsehFonds Bayern (300.000 Euro) und die Film- und Medienstiftung NRW (850.000 Euro). FilmFernsehFonds Bayern und Film- und Medienstiftung NRW beteiligten sich ferner auch an der Verleihförderung.

## Rezeption
Bert Rebhandl schrieb in der Frankfurter Allgemeinen Zeitung, dass es wichtig sei, „dass Enkel für Fortgeschrittene sein Publikum im Kino findet. Ästhetisch wäre das nicht unbedingt erforderlich, der Film passt problemlos ins Fernsehen, man muss jetzt nicht die Augen weit aufreißen, um nur ja keine der ausgefeilten Regie-Ideen von Wolfgang Groos zu verpassen. Alles ist solide erzählt, ansprechend gespielt und dabei immer auf eine offenkundige Weise konstruktiv [...] Bei der Individualität gibt es noch Steigerungsmöglichkeiten, und für eine richtige Komödie ist Enkel für Fortgeschrittene zu bieder. Aber mit diesen Figuren kann man weiterarbeiten, und vielleicht verträgt ein dritter Teil, für den alles spricht, doch noch ein bisschen mehr Schärfe. Muss ja nicht gleich so krass sein wie Fack ju Göhte.“
Lutz Granert von Filmstarts.de bezeichnete den Film als erneut „kurzweiligen Generationen-Clash“, befand jedoch, dass der Fokus auf die drei Hauptdarsteller Kroymann, Lauterbach und Sukowa auf Kosten der jüngeren Figuren im Film gehe und die Produktion im Ganzen dadurch erzählerisch „nicht immer klug“ sei. So hätten der Produktion ein „paar mehr ‚Je oller, desto doller‘-Momente […] abseits von übertriebenen Albernheiten rund um einen Ehestreit“ und „aus dem ersten Teil aufgewärmten Gags“ gutgetan. „Jugendlicher Übermut im Seniorenalter“ sorge zwar „auch in Enkel für Fortgeschrittene wieder für viele zündende Pointen. Aber während ‚die Alten‘ erneut stark abliefern, lässt das Sequel gerade bei ‚den Jungen‘ einiges Humor-Potenzial liegen.“
Ähnlich bewerte auch Anke Sterneborg von der Süddeutschen Zeitung den Film: „In der großen Gruppe haben die Kinder aber keinen Raum, im Clinch mit dem starken Erwachsenentrio Persönlichkeit zu entwickeln. So ist der komödiantisch unterhaltsame Umgang mit gesellschaftlichen Problemen wie Alterseinsamkeit und Kinderbetreuungsnotstand nicht ganz so gewitzt, schwungvoll und bissig geraten wie im ersten Teil.“ Die Redaktion der Zeitschrift Cinema befand hingegen, dass Wolfgang Groos nach Enkel für Anfänger „erneut eine erfrischend selbstironische Komödie mit nachdenklichen Zwischentönen geglückt“ sei, deren „Spielfreude des sympathischen Ensembles [...] für einige Albernheiten“ entschädige. 
Peter Zander von der Berliner Morgenpost urteilte, dass die Fortsetzung „sogar noch besser geworden“ sei als Enkel für Anfänger.

## Erfolg
Enkel für Fortgeschrittene feierte am 15. August 2023 in der Lichtburg in Essen Uraufführung. Die Freigabe der Produktion zur öffentlichen Vorführung erfolgte am 7. September. In den deutschen Kinocharts konnte sich die Komödie nach ihrem ersten Vorführwochenende bei 50.000 Besuchern auf Rang sieben platzieren. Mit rund 200.000 Zuschauern bis Jahresende gelang es dem Film, sich auf Rang 26 der zuschauerstärksten deutschen Produktionen des Jahres zu platzieren.